# دانموریت
دانموریت (به انگلیسی: Dannemorite) با فرمول شیمیایی  از مجموعه کانی هاست و از نام محل کشف آن دانمورا Dannemora اخذ شده‌است. نامحلول در اسیدها متغیر و پیچیده برای اولین بار در چک اسلواکی کشف شد و از نظر شکل بلور: قرصی شکل - ماکله - رشته‌ای، رنگ: روشن - خاکستری تیره - قهوه‌ای - خاکستری، شفافیت: غیر شفاف - نیمه کدر، جلا: شیشه ای، رخ: کامل- مطابق با سطح، سیستم تبلور: مونوکلینیک و در رده‌بندی سیلیکات است همچنین خاصیت مغناطیسی ندارد و منشأ تشکیل آن دگرگونی مجاورتی است.
همایند کانی‌شناسی (پارانژ) آن - ایلوائیت- آدولار- گارنت و غیره است
، از نظر ژیزمان بلوری - خوشه جواهری کمیاب است و بیشتر در چک اسلواکی، سوئد، رومانی، روسیه و هند یافت می‌شود.